# 维兹·卡利法
卡梅伦·贾布里勒·托马斯（1987年9月8日—），艺名為威茲·哈利法（Wiz Khalifa），是一名美國饒舌歌手、歌手、詞曲作家及演員。出道於美国宾夕法尼亚州匹兹堡。他于2006年发行了自己的首张专辑《Show and Prove》，并于2007年签约華納兄弟唱片公司。2008年，他歐陸舞曲风格单曲“Say Yeah”，获得城市电台的播放并登上Rhythmic四十佳（Rhythmic Top 40）和热门饒舌歌曲（Hot Rap Tracks）榜。卡利法与华纳兄弟分道扬镳，并于2009年11月发行了自己的第二张专辑《Deal or No Deal》。他的混音带《Kush and Orange Juice》于2010年4月问世，并提供免费下载；接着，他和大西洋唱片公司签约。他与大西洋唱片合作的首支单曲“black and yellow”广受欢迎，登上公告牌百强单曲榜头名。在该厂牌下的首张专辑《Rolling Papers》于2011年3月29日发布。

## 音乐作品
专辑
- 《Show and Prove》 (2006)
- 《Star Power》（2008）[4][5]
- 《Deal or No Deal》 (2009)
- 《Kush & Orange Juice》（2010）[4][6]
- 《Rolling Papers》 (2011)
- 《O.N.I.F.C》 (2012)
- 《See You Again》(2015)
- 《Laugh Now, Fly Later》（2017）
- 《Rolling Papers 2》（2018）
- 《The Sage of Wiz Khalifa》（2020）[4][7]
- 《An 8th》（2022）[8]
- 《Full Court Press》（2022）[4]
- 《Taylor Allderdice》（2022）[9]
- 《Multiverse》（2022）[4][10]
- 《See Ya》（2023）[11]
- 《Khali Sober》（2023）[4][12]
- 《Decisions》（2023）[4][13]
- 《Wiz Owens》（2024）[4][14]
- 《Kush + Orange Juice 2》（2025）[4][15]
- 《Location》（2025）[16]
- 《Wizzlemania》（2025）[17]